# Étienne Ier de Constantinople
Pour les articles homonymes, voir Étienne Ier.
Étienne Ier de Constantinople (né vers 867, mort le 17 mai 893) est patriarche de Constantinople du 25 décembre 886 au 17 mai 893.
Il est le frère puîné de l'empereur byzantin Léon VI le Sage, qui le nomme patriarche alors qu'il n'a que 19 ans. Comme son frère, on n'est pas sûr s'il est le fils de Basile Ier ou de Michel III. L'identité de son père est le sujet de nombreuses discussions d'érudits et n'a pas été formellement tranchée. Pour les historiographes officiels de la dynastie macédonienne, Étienne est le fils de Basile Ier et de sa seconde épouse Eudocie Ingérina.
La majorité des chroniqueurs contemporains racontent cependant une histoire différente. L'empereur Michel III avait été contraint par sa mère d'épouser Eudocie Dékapolitissa, qu'il détestait, et avait pour maîtresse Eudocie Ingérina. Pour légitimer les enfants qu'il aurait avec sa maîtresse, il maria celle-ci à Basile, son favori. Léon VI et son frère Étienne seraient ainsi nés de Michel III et d'Eudocie Ingérina.
Selon Sa'id Ibn al-Batriq (Eutychius d'Alexandrie) (937/940), le cordon de pierres précieuses, II, 67 : 

« Après la mort de Théophile fils de Michel, roi des Rums [empereur romain], régna son fils Michel, fils de Théophile fils de Michel. Il avait un général nommé Basile à qui il avait donné le premier rang. Un jour, le roi Michel sortit pour faire une promenade dans l'île qui est en face de Constantinople... Le général Basile l'attaqua et le tua... dans l'île et s'empara du pouvoir. Basile n'était pas de la famille royale, il était d'origine slave. On lui dit « Pourquoi as-tu trouvé licite de tuer le roi ? » - « Michel, répondit-il, aimait une femme qu'il m'a ordonné d'épouser, mais sans l'approcher, de façon qu'elle ne fut ma femme que de nom et que lui cohabitât avec elle. C'est parce qu'il craignait que sa femme légitime ne vint à apprendre cela et qu'il ne lui était pas permis d'épouser une autre femme que son épouse. J'ai accepté, puis j'ai regretté et j'ai craint Dieu. Alors, j'ai considéré qu'il m'était permis de tuer le roi. ». Basile resta roi des Rums. »